# Podocarpus totara

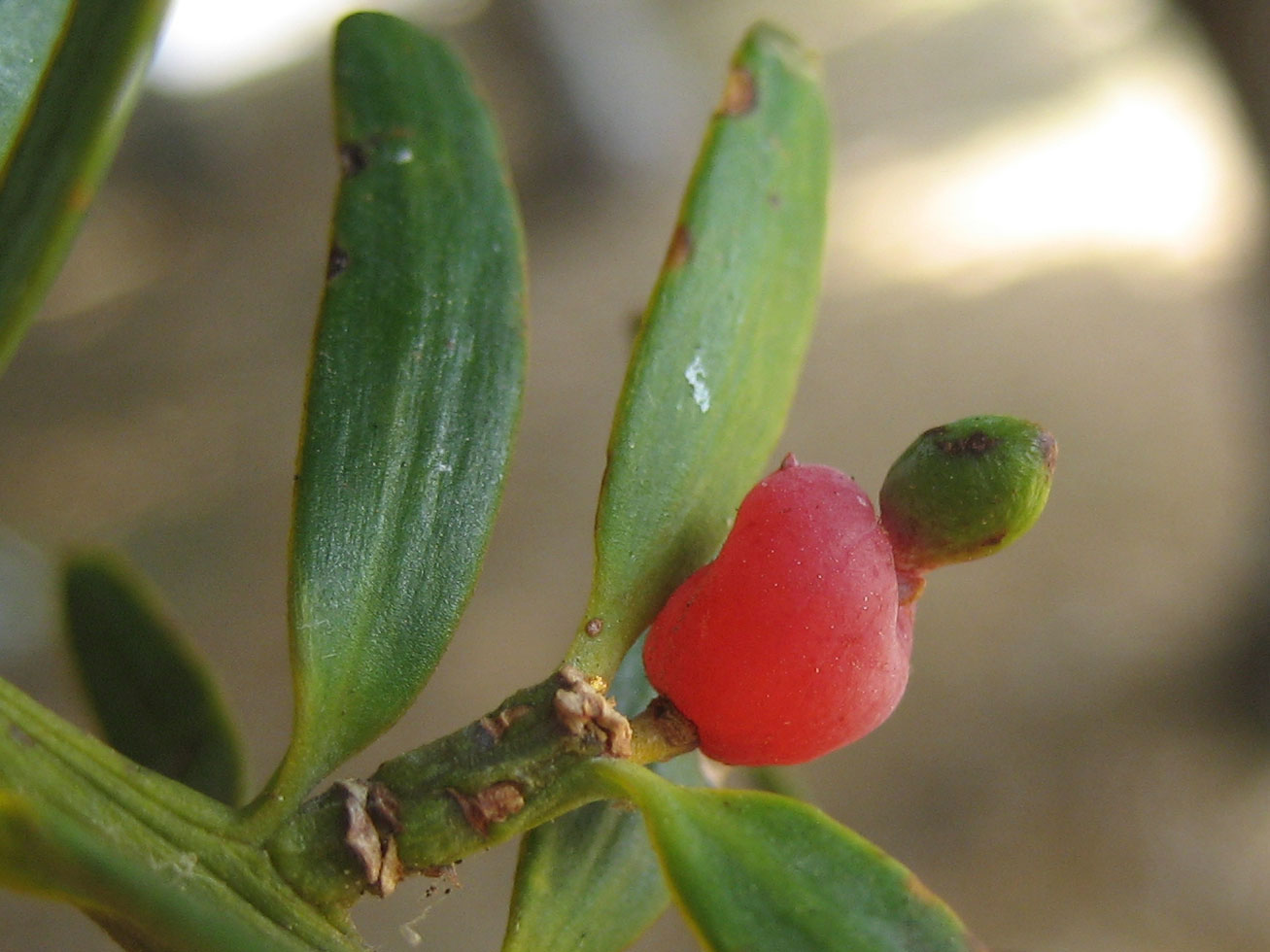
Receptáculo y semillas de totara

Podocarpus totara, totara, es una especie de podocarpo endémica de Nueva Zelanda.

## Localización
Se desarrolla a lo largo de la isla Norte y en el noreste de la isla Sur en zonas bajas, montañosas y en bosques subalpinos bajos situados en alturas de entre 0-480(-600) m.

## Descripción
El totara es un árbol de un tamaño medio a grande que crece lentamente, y puede alcanzar de 20 a 25 m, (excepcionalmente hasta los 35 m ). Es de destacar su longevidad y el gran diámetro de su tronco.
Su corteza es de un color rojo grisáceo, gruesa, de corcho, con surcos y fibrosa. La corteza se desprende frecuentemente en escamas con apariencia de papel, de una tonalidad purpurea a marrón de oro. Las hojas son aciculares verdes opacas, tiesas y coriáceas, de 2 centímetros de largo.
Esta planta produce conos de coníferas muy modificados con 2 a 4 husos, con las escalas jugosas de apariencia de baya carnosa, rojo brillante cuando está madura. El cono contiene uno o dos semillas redondeadas en el ápice de las escalas.

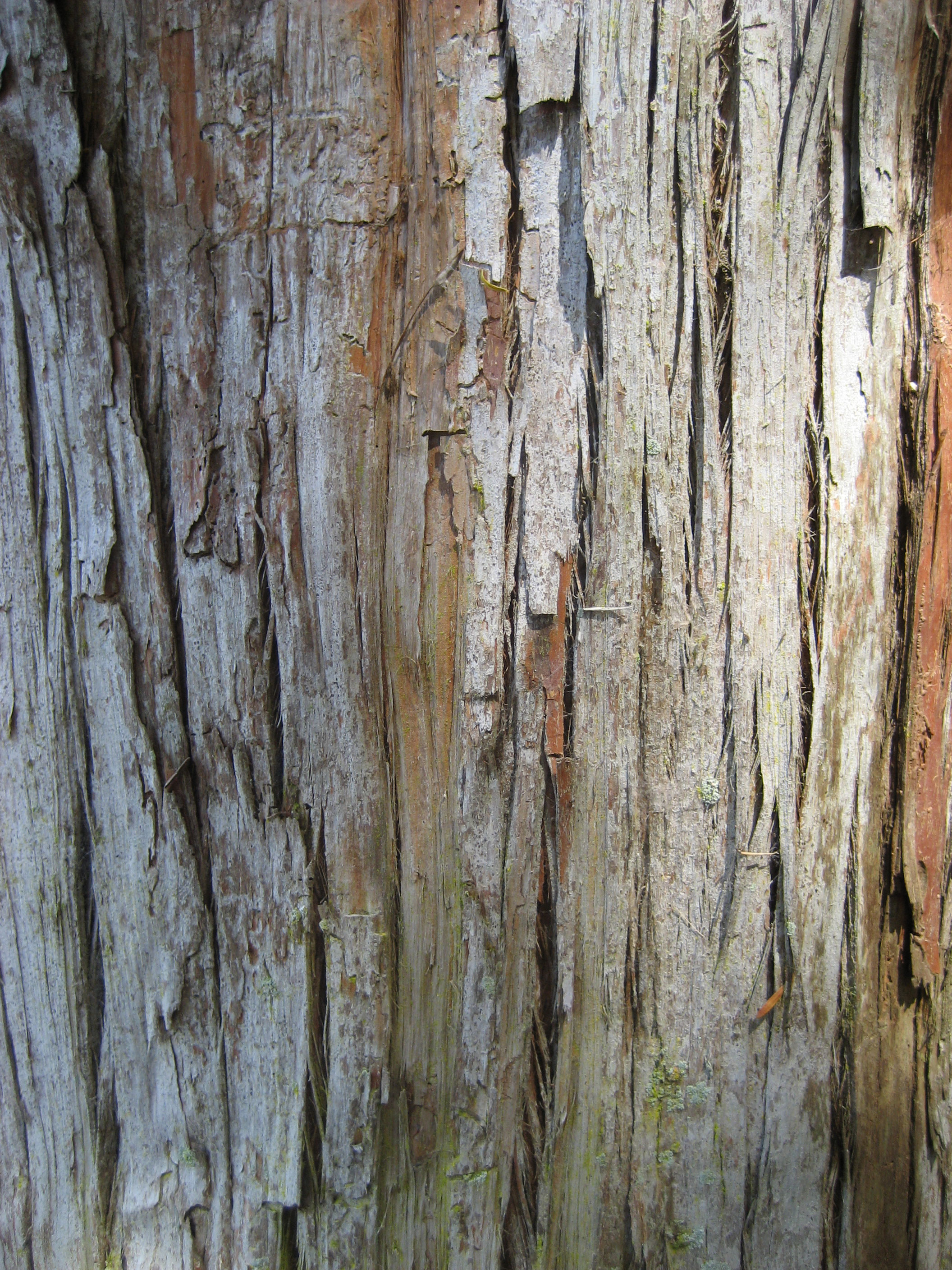
La corteza de la totara

Es un ejemplo clásico de especies de flora antártica, estando la totara muy próxima al Podocarpus nubigenus de Suramérica, de tal modo que si ambas especies se plantan juntas, es muy difícil distinguirlas. La distinción más clara es el tono verde grisáceo de las hojas, comparado con el ligeramente verde más brillante del P. nubigenus.
Sobre estos árboles se desarrolla la Winika, orquídea endémica de Nueva Zelanda.

## Cultivo y Usos

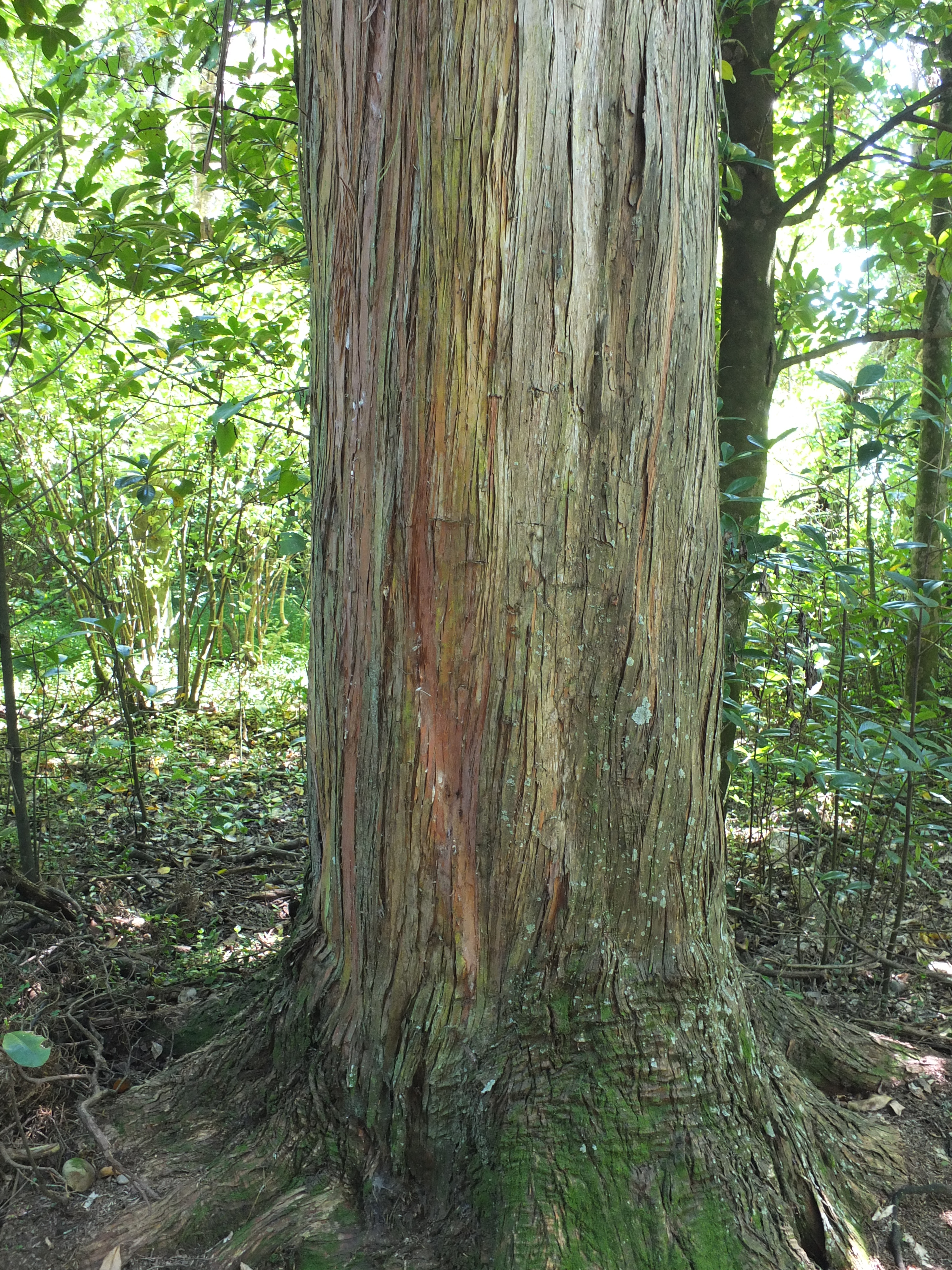
Tronco de totara

La madera es dura y con granulado recto, muy resistente a la putrefacción. Debido a su durabilidad, la madera del totara se utiliza a menudo para los postes de los cercados, los parqué de los pisos y las traviesas ferroviarias. Dentro de la cultura Maorí también es muy estimada por sus características para la talla, sobre todo las tallas usado madera primaria y la construcción de canoas ceremoniales.
Se le ha plantado en el Reino Unido tan al norte como Inverewe, Escocia.